# Фузилёры
Фузилёры (фузилеры, фузелеры, от фр. fusiliers — стрелок из ружья) — пехотные солдаты французской армии в XVII веке, вооружённые кремнёвыми ружьями (fusils), по-русски называемыми фузеями, в отличие от мушкетёров, вооружённых мушкетами.
Позже существовали и в других вооружённых силах государствах Европы. В Толковом словаре живого великорусского языка Владимира Даля описано что Фузейник, Фузейщик, солдат с фузеей. || Фузейщик, оружейник. Фузеле́р стар. мушкетер. В XIX столетии в литературе применялись словосочетания фузелеры-гренадеры и фузелеры-егеря.

## История
Фузилёры во Франции первоначально использовались для прикрытия артиллерии и в качестве лёгкой пехоты. Солдаты-фузилёры первоначально имели на вооружении фузею и багинет (длинный нож с круглой рукояткой — черенком, вставлявшимся в дуло ружья), с начала XVIII века — фузею со штыком, а в XIX веке — нарезное ружьё.
Во французской (середина XVII — конец XIX веков) и русской (1-я половина XVIII века) армиях фузилёры составляли большую часть пехоты.
В прусской армии фузилёры появились в конце XVIII века как лёгкая пехота. Их ружья были короче чем у линейной пехоты, и стволы были нарезные. В прусской (с 1871 года — германской) армии в XIX — начале XX веков в пехотных полках было по одному батальону фузилёров.
В русской регулярной армии первоначально пехотный полк состоял из 12 фузилёрных рот, с 1704 года — из 8 фузилёрных и одной гренадерской. В 40-х — начале 50-х годах XVIII века пехотные полки состояли из трёх фузилёрных батальонов (по 4 роты фузилёров в каждом) и от одной до трёх гренадерских рот. С 1731 года гренадеры были распределены по всем ротам, но через 10 лет опять собраны в одну, отдельную. В середине XVIII века при императрице Елизавете фузилёрные роты, батальоны и пехотные полки были переименованы в мушкетёрские. Боезапас солдат в Русской армии XVIII века составлял 70 — 75 патронов. Из них 50 патронов были снаряжены пулями и 20 — картечью.
В вооружённых силах нацистской Германии (вермахте) в 1943 году фузилёрными были названы разведывательные батальоны пехотных дивизий. Кроме того, были созданы фузилёрные разведывательные моторизованные полки в составе танковых корпусов. Также когда пехотные полки  переименовывали в гренадерские, девяти полкам дали название фузилёрных, фузилёрными назывался также один из моторизованных полков (второй был гренадерским) в элитных танковых дивизиях «Фельдернхалле» и «Великая Германия».
После освобождения Бельгии, от Третьего рейха, в 1944 году, из местных жителей были сформированы воинские части — Фузилёрные батальо́ны.

## Современность
Применение названия фузилёров сохранилось в некоторых современных вооружённых силах: 
- Корпус фузилёров (порт. Corpo de Fuzileiros) — официальное название Корпуса морской пехоты Португалии
- Корпус морских фузилёров (порт. Corpo de Fuzileiros Navais) — официальное название Корпуса морской пехоты Бразилии

В структуре современной британской армии присутствует Королевский полк фузилёров, относящийся номинально к пехотным частям.
В Сухопутных войсках Канады состоит Королевский хайлендский фузилёрский полк.

## Галерея
Одежда и вооружение российских фузилёров XVIII века.
- Фузилёр Л.-Гв. Преображенского полка, с 1700 по 1720 год.
- Фузилёр Л.-Гв. Семёновского полка, с 1700 по 1720 год.
- Фузилёры пехотных полков, с 1700 по 1720 год.
- Фузеи.